# Beginning of the End (singolo)
Beginning of the end è una canzone della rock band inglese Status Quo, uscita come singolo nel settembre del 2007.

## La canzone
Composto dal cantante-chitarrista Francis Rossi e dal bassista John 'Rhino' Edwards, è un brano di veloce e ritmato hard boogie rock accompagnato da brillanti riff chitarristici.
Estratto dall'album In Search of the Fourth Chord, va al n. 48 delle classifiche inglesi.
Il singolo viene pubblicato su un supporto a doppio lato CD/DVD. Sul primo lato è inciso il brano sonoro (peraltro, in una versione leggermente differente da quella contenuta nell'album di provenienza), sull'altro, invece, in formato DVD, è contenuto il video musicale girato dalla band sul celebre “London Eye”, la funivia della capitale inglese a ridosso del Tamigi.

## Tracce
1. Beginning of the End (Audio Radio Edit) - 3:17 - (Rossi/Edwards)

## Formazione
- Francis Rossi (chitarra solista, voce)
- Rick Parfitt (chitarra ritmica, voce)
- Andy Bown (tastiere, chitarra, armonica, cori)
- John 'Rhino' Edwards (basso, voce)
- Matt Letley (percussioni)